# Nicole Weber
Nicole Weber (* 5. September 1971) ist eine ehemalige deutsche Fußballspielerin.

## Karriere
Weber gehörte von 1994 bis 1998 dem Bundesligisten SC Klinge Seckach an. In den ersten drei Saisonen spielte sie für die Mannschaft in der Gruppe Süd der seinerzeit zweigleisigen Bundesliga 51 Punktspiele, 17 pro Saison. Ihr Debüt für die Mannschaft gab sie zum Saisonstart am 14. August 1994 bei der 1:6-Niederlage im Heimspiel gegen die SG Praunheim. Am 16. November 1995 (10. Spieltag) beim 4:0-Sieg im Heimspiel gegen den SC 07 Bad Neuenahr und am 13. April 1997 (15. Spieltag) beim 5:0-Sieg im Heimspiel gegen den FSV Schwarzbach gelangen ihr ihre einzigen beiden Bundesligator. In ihrer letzten Saison, zugleich die erste ohne Unterteilung in Gruppe Nord und Süd, bestritt sie alle 22 Saisonspiele.
Höhepunkt während ihrer Vereinszugehörigkeit war das Mitwirken im Finale um den DFB-Pokal am 25. Mai 1996 im Olympiastadion Berlin. Vor 40.000 Zuschauern – als Vorspiel zum Männerfinale – wurde dieses mit 1:2 gegen den FSV Frankfurt verloren.

## Erfolge
- DFB-Pokal-Finalist 1996